# Julie Chapon
Julie Chapon, née le 15 août 1987 à Meulan-en-Yvelines, est une femme d’affaires et entrepreneuse française. Elle est la cofondatrice de l'application Yuka et codirectrice générale de l'entreprise qui la développe, Yuca.

## Biographie

### Jeunesse et études
Julie Chapon est née en 1987 et grandit dans les Yvelines. Son père est concessionnaire automobile, et sa mère est institutrice en maternelle. Son parcours scolaire brillant lui permet d'être admise en classes préparatoires économiques et commerciales au lycée Sainte-Croix de Neuilly.
Admise à l'EDHEC en 2007[réf. nécessaire], elle en sort en 2011, après avoir fait une année d'échange à l'université du Pacifique (es).

### Parcours dans le conseil
Après ses études, elle intègre Wavestone, un cabinet de conseil, intéressée par la transversalité du secteur du consulting. Son rôle est d'aider des entreprises à opérer leur transformation digitale. 

### Création de Yuka
Au printemps 2016, elle participe à un hackathon, dans lequel elle accompagne les frères Benoît et François Martin. L'objectif de cet hackathon est de développer un projet informatique sur un week-end : le défi retenu est une application qui scanne des produits en rayon pour obtenir de l'information sur les composants, et note la qualité nutritionnelle, indépendamment du discours marketing de la marque. Yuka est ainsi créé. 
Yuka bénéficie d'un succès rapide. En 2019, 11,5 millions de Français l'ont téléchargé, 15 millions d'utilisateurs en englobant également les Espagnols, Suisses ou Belges,. Le projet la passionne. Plus de 800 000 produits alimentaires et cosmétiques sont maintenant recensés dans cette application. L'impact sur les choix des consommateurs est significatif. « On déconstruit le marketing, qui arrive à vendre des trucs nazes en faisant croire que c’est sain », explique-t-elle. Ainsi, par exemple, à la suite des additifs ainsi mis en exergue dans les produits, les industriels de l'agroalimentaire en viennent à modifier leurs recettes.

### Vie privée
Elle est mère de deux enfants, un garçon et une fille.

## Distinctions
- 2019 : prix Bold Future Award remis par la marque de champagne Veuve Clicquot[12],[13],[14].
- 2023 : chevalier de l’ordre national du mérite, remis par Xavier Niel